# Cyphura multistrigaria
Cyphura multistrigaria är en fjärilsart som beskrevs av Warren. Cyphura multistrigaria ingår i släktet Cyphura och familjen Uraniidae. Inga underarter finns listade i Catalogue of Life.